# 検察審査会
検察審査会（けんさつしんさかい）は、検察官が独占する起訴の権限（公訴権）の行使に民意を反映させ、また不当な不起訴処分を抑制するために、地方裁判所またはその支部の所在地に設置される、無作為に選出された日本国民（公職選挙法上における有権者）11人によって構成される機関。
検察審査会法（昭和23年7月12日法律第147号）に基づき設置されている。

## 概要
全国の地方裁判所と地方裁判所支部がある場所に149か所165会設置されている。
検察審査会法第2条により「検察官の公訴を提起しない処分の当否の審査に関する事項」や「検察事務の改善に関する建議又は勧告に関する事項」を扱う機関とされている。
日本においては、事件について裁判所へ公訴を提起（起訴）する権限は、原則として検察官が独占している（起訴独占主義）。したがって、犯罪被害者等が特定の事件について、告訴を行うなど裁判がなされることを希望しても、検察官の判断により、不起訴・起訴猶予処分になり、公訴が提起されないことがある。
このような場合に、検察官の不起訴判断を不服とする者の求めに応じ、判断の妥当性を審査するのが、検察審査会の役割である。
検察官は通常、収集された証拠から有罪判決を得る見込みが高度にある場合にのみ起訴に踏み切る。一方で起訴判断権を検察のみが持つため、検察官の恣意的な判断によって、被疑者が免罪され、犯罪被害者が泣き寝入りする事態が起こりうる。検察審査会の意義のひとつとして、こうした事態を防ぐという役割を有する。
連合国最高司令官総司令部の大陪審を導入する提案に対して、日本国政府が反発する中、折衷案として誕生した。1948年（昭和23年）7月の検察審査会法によって始まった。
検察審査会の休日については、裁判所の休日に関する法律第1条の規定が準用されている（法第45条の2）。

## 組織

### 検察審査会事務官
各検察審査会に最高裁判所が定める員数の検察審査会事務官を置く。検察審査会事務官は裁判所事務官の中から最高裁判所が命じる。検察審査会事務官の勤務する検察審査会は、最高裁判所の定めるところにより各地方裁判所が定める。
最高裁判所は各検察審査会の検察審査会事務官のうち一人に各検察審査会事務局長を命ずる。
検察審査会事務局長以外の検察審査会事務官は、検察審査会長の指揮監督を受けて、検察審査会の事務を掌る。
「検察官の公訴を提起しない処分の当否の審査に関する事項」に規定する事項に関する会議録について署名押印しなければならない（検察審査会法施行令第27条）。
検察審査会事務局長
検察審査会事務局長は、毎年9月1日までに、検察審査員候補者の員数を当該検察審査会の管轄区域内の市町村に割り当て、これを市町村の選挙管理委員会に通知しなければならない。
検察審査会事務局長は、検察審査会長の指揮監督を受けて、検察審査会の事務を掌る。
検察審査会事務局総務課長・検察審査会事務局審査課長
検察審査会事務局総務課長・検察審査会事務局審査課長は検察審査会事務官の中から最高裁判所が命ずる。課長は上司の命を受けて課務をつかさどる。
- 総務課の事務

1. 検察審査会の庶務に関する事項
2. 検察審査会制度の普及宣伝に関する事項
3. 審査課に属しない事項

- 審査課の事務

1. 審査事件の処理に関する事項
2. 検察審査会の招集手続及び会議録の作成保管に関する事項
3. 審査事件に関する資料の保管に関する事項

各検察審査会の会長
各検察審査会の最初の会議で、互選により選出される。

### 検察審査員
各検察審査会の管轄地域の衆議院議員の選挙権を有する国民の中から、くじで無作為に選出される。一審査会の定数は11人。

### 検察審査会議
検察審査会議は毎年3月、6月、9月及び12月に開かねばならない（法第21条第1項）。
検察審査会長は特に必要があると認める時は、いつでも検察審査会議を招集することができ、検察審査員及び補充員全員に対して検察審査会議の招集状を発する（法第21条第2項・法第22条）。
検察審査員及び補充員に対する招集状の送達日又は発した日から5日を経過した日と検察審査会議期日との間には少なくとも5日の猶予期間をおかなければならない。ただし、急速を要する場合は、この限りでない（検察審査会法施行令
第17条）。
検察審査員全員の出席がなければ、検察審査会議を開き議決することができない（法第25条）。検察審査会議の議事は過半数でこれを決する（法第27条）。ただし、起訴相当議決や起訴議決には8人以上の賛成を必要とする（法第39条の5・法第41条の6第1項）。
補充員は、検察審査会の許可を得て、検察審査会議を傍聴することができる（法第25条の2）。
検察審査会議は非公開であるが、議事については検察審査会事務官によって会議録を作らなければならない（法第26条・法第28条）。

### 審査補助員
審査補助員とは検察審査会が審査を行うに当たって、法律に関する専門的な知見を補う必要がある場合に事件ごとに委嘱される弁護士のこと。
各検察審査会につき審査補助員は1人。
検察審査会議において、検察審査会長の指揮監督を受けて、法律に関する学識経験に基づき、次に掲げる職務を行う。
1. 当該事件に関係する法令及びその解釈を説明すること。
2. 当該事件の事実上及び法律上の問題点を整理すること
3. 当該問題点に関する証拠を整理すること。
4. 当該事件の審査に関して法的見地から必要な助言を行うこと。

検察審査会の議決により起訴議決書の作成を補助しなければならない。
検察審査会の自主的な判断を妨げるような言動をしてはならない。
委嘱の必要がなくなったと認める時、又は審査補助員に引き続きその職務を行わせることが適当でないと認める時は、検察審査会の議決によって解嘱させられる。
委嘱や解嘱については検察審査会は委嘱書又は解嘱書を作成し、これを本人に交付する。
検察審査会議について職務上知りえた秘密や評議について守秘義務を負う。
起訴議決書には議決書の作成を補助した審査補助員の氏名が記載される。

## 流れ

### 申立て
検察審査会法第2条2項、第30条により不起訴処分に対する審査申立は、告訴人、告発人、事件についての請求をした者、犯罪被害者（被害者が死亡した場合においては、その配偶者、直系の親族又は兄弟姉妹）ができる。また審査申立人は審査している検察審査会に対し、意見書又は資料を提出することができる（法第38条の2）。
なお、「不起訴処分」が対象であるため、一罪の一部起訴（例：殺人で起訴すべきところを傷害致死で起訴した）や、略式手続による判決が出ている場合には、申立ての対象とはならない。
また、告訴・告発が受理されていない状態では、「不起訴処分」自体が発生しえず、告訴人・告発人は申立を行うことができない。
また、検察官の処分ではない家庭裁判所による少年審判における処分決定についても、申立の対象とはならない（家裁からの検察官送致後に検察官が不起訴にした場合には申立の対象となる）。
申立人は以下の事項を記載した審査申立書に署名押印しなければならない（検察審査会法施行令第18条）。
1. 申立人の氏名、年齢、職業及び住居
2. 申立人が告訴、告発又は請求を待つて受理すべき事件についての請求をした者である時は、その旨
3. 被疑者の氏名、年齢、職業及び住居。但し、氏名が明らかでない時は、被疑者を特定するに足りる事項
4. 申立人が告訴、告発若しくは請求を待つて受理すべき事件についての請求をした被疑事実又は申立人を被害者とする被疑事実の要旨
5. 不起訴処分の年月日
6. 不起訴処分をした検察官の氏名及び官職。但し、官職が明らかでない時は、その所属検察庁の名称
7. 不起訴処分を不当とする理由
8. 申立の年月日
9. 申立書を提出すべき検察審査会の名称

管轄検察審査会が二個以上ある場合、一の管轄検察審査会が審査の申立てを受理した時は、当該検察審査会の事務局長は、申立書について他の管轄検察審査会に通知しなければならない（検察審査会法施行令第19条）。
ただし、内乱罪や独占禁止法違反については申立てをすることができない（法第30条）。
また審査申立がなくても検察審査会で過半数による議決がある時は、自ら知り得た資料に基づき職権で不起訴処分の審査を行うことができる（法第2条3項）。

### 審査
申立による審査の順序は、審査申立の順序による。但し、検察審査会長は申立による審査について特に緊急を要するものと認める時は順序を変更したり、職権による審査については自ら順序を定めることができる。
検察審査会は審査において不起訴とした検察官に必要な資料の提出と出席をして不起訴とした理由の説明を要求することができる（法第35条）。
また、公務所又は公私の団体に対する照会（法第36条）、審査申立人及び証人の尋問（法第37条第1項）、専門家から助言の聴取（法第38条）ができる。
証人に対する呼出状の送達と出頭との間には、急速を要する場合を除き、少なくとも24時間の猶予期間をおかなければならない（検察審査会法施行令第25条）。
証人が検察審査会の呼出に応じない時は、当該検察審査会の所在地を管轄する簡易裁判所に対して、以下の事項を記載した書面や証人が検察審査会の呼出に応じない事由があることを認めるに足りる資料を提出し、証人の召喚を請求することができる（法第37条第2項・検察審査会法施行令第26条）。
1. 証人の氏名、年齢、職業及び住居
2. 被疑者の氏名。但し、氏名が明らかでない時は、その旨
3. 被疑事件の罪名
4. 出頭の年月日時及び場所
5. 証人が検察審査会の呼出に応じない旨

検察審査会から証人召喚の請求を受けた裁判所は召喚状を発しなければならない（法第37条第3項・刑事訴訟法第63条・刑事訴訟法第153条）。証人が正当な理由がなく召喚に応じない場合は10万円以下の過料に処する（法第43条第2項）。召喚に応じない証人に対しては、更にこれを召喚することができる（法第37条第4項・刑事訴訟法第152条）。

### 決議
検察審査会法第39条の5により、検察審査会は、審査の後以下の3つの議決を行うことが出来るとされている。
1. 起訴を相当と認める時は「起訴を相当とする議決」（起訴相当）
2. 公訴を提起しない処分を不当と認める時は「公訴を提起しない処分を不当とする議決」（不起訴不当）
3. 公訴を提起しない処分を相当と認める時は「公訴を提起しない処分を相当とする議決」（不起訴相当）

法第27条により、不起訴処分への当否議決は過半数（6人以上）で決するとされている。更に「起訴相当」とする議決は、同第39条の5により8人以上（3分の2以上）の多数によらなければならないとされている。
2009年5月以降は「不起訴相当」とした事件については、そのまま手続が終了する。一方、「不起訴不当」と「起訴相当」の議決がなされた事件については、法第41条により、検察官は、再度捜査を行い、起訴するかどうか検討しなければならない。2009年5月以降は「不起訴不当」議決が出た事件については、第41条の8により、検察官が前回と同一理由で不起訴処分とした場合は検察審査会に再び不服申立をすることができない（2009年5月以前は「不起訴不当」とした事件で不起訴処分となった場合でも、検察審査会に再び不服申立をすることができた）。なお、検察官が前回と同一理由で不起訴処分として審査の申し立てができなくても、法第2条3項によって検察審査会自身が自ら知り得た資料に基き過半数による議決によって職権で審査を行うことはできる。
なお、法第2条2項、第30条による不起訴処分に対する審査申立が行われた場合、理由を附した審査の結果議決の議決書の謄本の送付及びその申立にかかる事件についての議決の要旨の通知を当該検察官を指揮監督する検事正及び検察官適格審査会に行う事となっている（法第40条）。

### 起訴議決
2009年5月20日以前は、検察審査会が行った議決に拘束力はなく、審査された事件を起訴するかの判断は検察官に委ねられるため、「不起訴不当」や「起訴相当」と議決された事件であっても、結局は起訴されない場合も少なくなかった（2009年以前の数年間でも起訴される割合は2-3割）。しかし、司法制度改革の一環として、検察審査会法が改正されたため（刑事訴訟法等の一部を改正する法律〈平成16年法律第62号〉第3条）、この起訴議決制度が、2009年5月21日から導入され、検察審査会の議決に拘束力が生じるようになった（2009年5月21日に施行）。
「起訴相当」と議決した事件については、再度捜査をした検察官から、再び不起訴とした旨の通知を受けた時（3か月以内〈検察官が延長を要するとして期間を延長した場合は指定した期間〉に検察官からの対応の通知がない場合も含む）は、検察審査会は、再び審査を実施する（41条の2）。この際、専門家として弁護士を審査補助員に委嘱して、審査を行なわなければならない（41条の4）。再び「起訴相当」と判断をした場合は、検察官に検察審査会議に出席して意見を述べる機会を与えたうえで、今度は8人以上の多数で「起訴をすべき議決」（起訴議決）がされる（41条の6）。

### 強制起訴
起訴議決された場合は、裁判所によって指定された弁護士が検察官の職務を行う指定弁護士として以下の場合を除いて公訴を提起して公判を担当することになる（41条の9、41条の10）。
1. 被疑者が死亡し、又は被疑者たる法人が存続しなくなった場合
2. 当該事件について、既に公訴が提起されその被告事件が裁判所に係属する場合
3. 確定判決を経た場合
4. 起訴対象の刑が廃止された場合
5. 起訴対象の罪について大赦があった場合
6. 公訴時効が成立する場合
7. 被告人に対して裁判権を有しない場合
8. 公訴提起の手続が規定に違反したため無効である場合

検察審査会による起訴議決による強制起訴の適否について、最高裁判所は「刑事訴訟の手続で判断されるべきもので行政訴訟では争えない」とする判断を2010年11月25日に示している。

## 審査された事件
「不起訴不当」「起訴相当」議決がされた後で、起訴された事件は、2002年末までに1100件あり、中には懲役10年が下された例（札幌准看護婦殺人事件）もある。また、甲山事件のように、一度不起訴になった後、検察審査会の不起訴不当議決を受け、警察が再捜査を行い、起訴したが、最終的には無罪となった例もある。
- なお、これらの事例は『強制起訴制度』が存在しなかった時代の、事件や事案も含まれる。

### 議決後に起訴された事件で無罪となった例
- 1974年：甲山事件（確定）
- 1988年：岡山サーキット場放火事件（確定）
- 2002年：徳島市高校生交通死亡事故（確定）
- 2006年：阿賀野強盗致死事件（確定）

### 「不起訴不当」または「起訴相当」議決が3回以上なされた例
- 岡山市短大生交通死亡事故（3回「不起訴不当」）
- 兵庫県議政務調査費流用事件[5]（3回「不起訴不当」）

### 起訴議決がなされた例
| 事件日         | 起訴議決日     | 起訴日         | 事件名                           | 結果                                                                          |
| -------------- | -------------- | -------------- | -------------------------------- | ----------------------------------------------------------------------------- |
| 2001年7月21日  | 2010年1月27日  | 2010年4月20日  | 明石花火大会歩道橋事故           | 2016年7月12日に最高裁で免訴確定                                               |
| 2005年4月25日  | 2010年3月26日  | 2010年4月23日  | JR福知山線脱線事故               | 2017年6月13日に最高裁で無罪確定                                               |
| 2002年4月-5月  | 2010年7月1日   | 2010年7月20日  | 沖縄未公開株詐欺事件             | 2014年3月17日に最高裁で一部無罪・一部免訴確定                                 |
| 2005年3月31日  | 2010年10月4日  | 2011年1月31日  | 陸山会事件                       | 2012年11月12日に東京高裁で無罪確定                                            |
| 2010年9月7日   | 2011年7月21日  | 2012年3月15日  | 尖閣諸島中国漁船衝突事件         | 2012年5月17日に公訴棄却、2012年6月7日に指定弁護士取消決定                     |
| 2009年7月9日   | 2011年12月20日 | 2012年3月27日  | 石井町長暴行事件                 | 2015年4月27日に最高裁で科料9000円確定                                         |
| 2006年12月9日  | 2012年10月23日 | 2012年12月12日 | 鹿児島ゴルフ指導者準強姦事件     | 2016年1月14日に最高裁で無罪確定                                               |
| 2008年5月27日  | 2013年3月7日   | 2013年5月21日  | 松本柔道事故                     | 2014年4月30日に長野地裁で禁錮1年執行猶予3年確定                               |
| 2011年3月11日  | 2015年7月17日  | 2015年9月15日  | 福島第一原子力発電所事故         | 2025年3月5日に被告人2人に最高裁で無罪確定 2024年11月13日に被告人1人に公訴棄却 |
| 2017年10月14日 | 2020年7月21日  | 2020年10月2日  | 東名高速夫婦死亡事故名誉毀損事件 | 2021年2月9日に公訴棄却                                                        |
| 2021年4月4日   | 2023年3月      | 2023年8月      | クレジットカード詐欺事件         | 2024年9月4日に長崎地裁で一部無罪、懲役6月                                     |

最高裁判所によると2024年9月3日までに検察審査会の議決によって強制的に起訴されたのは、全国で15人とされる。

### ある刑事事件が冤罪であると暗に指摘した検察審査会の議決の例
- 1953年11月の徳島ラジオ商殺し事件（被害者の内妻を犯人性を強める証言をした証人を被疑者とする偽証罪の審査で1959年10月20日に起訴相当議決、証人を被疑者とする偽証罪の審査で1962年10月25日に起訴相当議決）
- 1955年5月の丸正事件（被害者親族を被疑者とする殺人罪の審査で1962年4月28日に不起訴不当議決）

### 交通事故での審査例
- 加害者が不起訴となった交通事故で、被害者が検察庁の不起訴決定に対して、検察審査会に不服申立てをし、審査会に審査を掛ける前に、日本全国の主な検察審審査会が、2010年（平成22年）4月～9月に処理した、112件の約4分の1に当たる30件について、検察官が審査会の判断を待たずに一転して起訴していた事が、同年12月26日に、共同通信社の集計で分かった。起訴を受け、検察審査会は30件を「審査打ち切り」として処理した[8]。
- 自動車によるひき逃げ事件が、被害者が死亡しているにもかかわらず、不起訴を一転して起訴している背景として、刑事訴訟法に詳しい甲南大学法科大学院の渡辺顗修教授は「改正検察審査会法に基づく強制起訴制度も、少なからず影響しているのだろう」と述べている[9]。

## 問題点
かつて検察審査会には、起訴する強制力がないという点が問題とされていた。そこで、2009年（平成21年）5月から、検察審査会の議決に強制力を持たせる制度が導入された。
審査過程の非公開
検察審査会の議事、審査過程の情報公開がなされておらず、審査員の個人情報を保護した上で議事録を公開すべきとする意見や、弁護士の中から選ばれる審査補助員が審査員に専門的助言を行うが、審査補助員の発言内容の誤りをチェックする方法が実質なく、審査補助員の発言に疑義がある場合の会議録の当該部分の公開などを求める意見が出されている。
一方で、起訴議決までの審査は、起訴に至るまでの捜査と同じで密行性が求められるため、判断の理由が記された議決書の公開で十分とする意見がある。また、アメリカ合衆国の大陪審では、審理は非公開になっている。
国家訴追主義との兼ね合い
国家訴追主義を原則とする日本の現行法上、刑事訴追は国家が責任を持つこととなっている。訴追権限を一部の国民に付与することによって、多数決による「理由なき起訴」が可能となり、その審査の判断基準があいまいであり、適正手続きによらず人権が不当に脅かされる危険性があることから憲法違反のおそれがある。
また、検察審査会の行使する起訴権限は内閣が責任を負わないため、濫用があっても防ぎようが無く、三権分立に反する行政無責任の法制度であるという旨の批判もある。
一方で、「内閣が責任を負わない起訴は行政無責任で憲法違反」という指摘については、内閣が責任を負わない起訴は検察審査会強制起訴制度ができる前にも裁判所による司法権の行使として起訴判断をする付審判制度の存在が提示されている。また、検察審査会の強制起訴については刑事司法手続の中でチェックがされる制度的な枠組みとなっていると見解が出された。
起訴による不利益問題
検察審査会によって間違った強制起訴がなされた場合、いったい誰が責任をとり、誰がどのように謝罪するのか、損害を回復するための措置を、誰がどのようにしてやってくれるのかといった疑問点も出されている。
このような問題は付審判制度における無罪判決と同じであるとする見解もある。検察審査会強制起訴制度は付審判制度と同様に逮捕・勾留を経ずに在宅のまま訴追されることが通例の為、身柄拘束を前提とした刑事補償法の対象にはならない。
なお元被告人に刑事罰を科したい勢力等が故意に客観的事実に反する告訴を行ったり裁判所に偽造証拠を提出したり証人として偽証を行ったことが明らかになった場合は、元被告人関係者が虚偽告訴罪や証拠偽造罪や証拠変造罪や偽証罪で告訴をして当事者へ刑事罰の対象としたり民事訴訟を提起して損害賠償を請求することで責任を取らせることは可能である。
訴追対象者の弁明
検察審査会制度では「判断する人に、被疑者に弁明の機会もなく、直接言い分を聞いてもらえない状態で起訴議決になってしまう」という批判がある。
それについては日本の検察審査会では不起訴処分前に検察官等が被疑者を取り調べる過程で作成された否認調書を閲覧できることや被疑者が上申書を提出するという形で、被疑者の言い分を聞いてもらうことは可能とする意見がある。
またアメリカ合衆国の大陪審でも殆どの場合は被疑者には出席権・供述権はないまま起訴されている。被疑者に出席権・供述権を認めている例は少数派であり、また出席した場合は自己負罪拒否特権は放棄したものとされ、大陪審からの質問には証言拒絶権が制限され嘘をついた場合は偽証罪が適用されることから、出席権がある場合でも被疑者が出席しない事例は多い。

## 一覧
- 北海道：札幌、岩見沢、室蘭、小樽、函館、旭川、釧路、帯広、北見
- 青森県：青森、弘前、八戸
- 岩手県：盛岡、二戸、一関
- 宮城県：仙台、古川
- 秋田県：秋田、能代、大館、大曲
- 山形県：山形、米沢、鶴岡、酒田
- 福島県：福島、郡山、会津若松、いわき
- 茨城県：水戸、土浦、下妻
- 栃木県：宇都宮、大田原、栃木、足利
- 群馬県：前橋、太田、高崎
- 埼玉県：さいたま第一、さいたま第二、川越、熊谷
- 千葉県：千葉第一、千葉第二、松戸、木更津、八日市場
- 東京都：東京第一、東京第二、東京第三、東京第四、東京第五、東京第六、立川
- 神奈川県：横浜第一、横浜第二、横浜第三、横須賀、小田原
- 新潟県：新潟、新発田、長岡、高田、佐渡
- 富山県：富山、高岡
- 石川県：金沢、七尾
- 福井県：福井
- 山梨県：甲府
- 長野県：長野、上田、松本、飯田
- 静岡県：静岡、沼津、浜松
- 愛知県：名古屋第一、名古屋第二、一宮、半田、岡崎、豊橋
- 岐阜県：岐阜、大垣、多治見
- 三重県：津、伊賀、四日市、伊勢
- 滋賀県：大津、彦根、長浜
- 奈良県：奈良、葛城
- 和歌山県：和歌山、田辺
- 京都府：京都第一、京都第二、宮津、舞鶴
- 大阪府：大阪第一、大阪第二、大阪第三、大阪第四、堺、岸和田
- 兵庫県：神戸第一、神戸第二、伊丹、姫路、豊岡
- 岡山県：岡山、倉敷、津山
- 広島県：広島第一、広島第二、呉、尾道、福山、三次
- 山口県：山口、周南、萩、岩国、下関
- 鳥取県：鳥取、米子
- 島根県：松江、西郷
- 徳島県：徳島、美馬
- 香川県：高松、丸亀
- 愛媛県：松山、大洲、西条、今治、宇和島
- 高知県：高知
- 福岡県：福岡第一、福岡第二、飯塚、久留米、柳川、小倉
- 佐賀県：佐賀
- 長崎県：長崎、佐世保、五島、厳原
- 熊本県：熊本、八代
- 大分県：大分、中津
- 宮崎県：宮崎、都城、延岡
- 鹿児島県：鹿児島、名瀬、鹿屋
- 沖縄県：那覇、平良、石垣

## 全国検察審査協会連合会
全国検察審査協会連合会とは検察審査会の審査員等により結成された組織であり、それぞれの支部ごとに「検察審査協会＝単協」が設立されている。同会のサイトによると「全国的な情報の収集や伝達と、統一的な広報、グッズの作成や頒布など幅広い広報・啓蒙活動」を主な役割としている。

## テーマにした作品
- 「検察者」 - 小杉健治の小説。
- 「検察審査会の午後」 - 佐野洋の小説。
  - 「事件・市民の判決」 - 1996年にテレビ東京で放送された、上記が原作のテレビドラマ。
- 近鉄金曜劇場「正塚の婆さん」 - 1963年にTBSで放送されたテレビドラマ。
- 火曜サスペンス劇場「検察審査員 (テレビドラマ)」- 1994年日本テレビ、脚本国弘威雄。
- 月曜ミステリー劇場「検察審査会 (テレビドラマ)」 - 2005年にTBSで放送されたサスペンスドラマ。
- ドラマ8「ジャンヌの裁き」-2024年にテレビ東京系で放送されたテレビドラマ。